# All Downhill from Here
All Downhill from Here — перший сингл з четвертого студійного альбому  Catalyst американського поп-панк гурту New Found Glory. Виданий 23 липня 2004 року на лейблі Drive-Thru Records/Geffen Records. Досягнув 11-го місця в Billboard Modern Rock Tracks. Пісня мала успіх серед слухачів.
Спочатку сингл мав називатися аналогічно до назви альбому – Catalyst, проте звукозаписуюча компанія наполягла на перейменуванні композиції для того, щоб слухачам було легше запам’ятати назву. 

## Відео
Музичне відео до пісні було досить нестандартним для гурту та знято у вигляді анімаційного фільму. Над ним працювала група аніматорів з Франції. Коли кліп на пісню був представлений на MTV у шоу TRL (Total Request Live), фани продовжували голосувати за нього 52 тижні поспіль (найдовша присутність у програмі за час її існування).     

## Список треків
Розширена версія синглу мала 4 треки:
1. "All Downhill from Here"
2. "Broken Sound" (Radio Session)
3. "The Minute I Met You"
4. "All Downhill from Here" (CD-ROM трек)